# Johann Ludwig von Dorville
Freiherr Johann Ludwig von Dorville, auch Johann Ludwig d’Orville oder Johannes Ludovicus le Duchat de Dorville (* 13. August 1714 in der Mark Brandenburg; † 12. Dezember 1770 in Berlin), war ein preußischer Justizminister.

## Leben

### Familie
Johann Ludwig von Dorville gehörte zum Adelsgeschlecht Le Duchat de Dorville und war der Sohn des preußischen Oberst Gédéon Le Duchat de Dorville (* 1676 in Metz; † 1750) und dessen Ehefrau Susanne, die Tochter von Jean Malchar, Seigneur de Vigny († 1721). Er hatte noch zwei Schwestern. Die Schwester Catharine Louise (1709–23. Juli 1771) war mit dem Major Francois Auguste Pandin de Jarriges (Um 1696–4. Dez. 1756), die andere Schwester mit dem holländischen General Philippe Guillaume Duhan de Vence (Um 1709–1784) verheiratet. Seine hugenottische Großmutter floh nach der Aufhebung des Edikt von Nantes 1685 durch Ludwig XIV. mit seinem Vater aus Frankreich nach Berlin und ließ sich in der dortigen französischen Kolonie nieder. Sein Vater, der ab 1703 Capitain im holsteinischen Regiment war, erhielt am 25. März 1704 durch König Friedrich I. ein Anerkennungsdiplom seines Adels, wurde 1706 Oberstleutnant, 1711 Oberst, nahm 1714 seinen Abschied und starb 1750.
Johann Ludwig von Dorville heiratete im Oktober 1744 Marianne Henriette, Tochter des königlichen Kammerherrn Johann Heinrich von Mirande (1716–1752). In zweiter Ehe war er mit Charlotte Friederike (1728–1776), Tochter von Henry de Chenevix de Béville, verheiratet.
Sein Sohn aus erster Ehe, Ludwig Dorville (* 31. August 1745; † 1801), verheiratet in erster Ehe mit Elisabeth Sophie Dorothea Wilhelmine Amalia von Schwerin (* 3. November 1749 in Berlin; † 27. Oktober 1787 in Berlin), einer Schwester des Generals Graf Friedrich August Leopold Karl von Schwerin, wurde im März 1771 Kammerherr bei der preußischen Königin Elisabeth Christine von Braunschweig-Wolfenbüttel-Bevern. In zweiter Ehe heiratete er Karoline Sophie Friederike (geb. von Schweinichen) (1771–1808).
Seine Tochter aus der zweiten Ehe, Susanne Sophie Marie Louise Dorville (* 19. Juli 1756 in Berlin; † 2. September 1808 im Schloss Golssen), war mit Behrendt Friedrich August von der Marwitz, anfangs Hofmarschall des Prinzen August Ferdinand von Preußen und seit 1786 Hofmarschall des Königs Friedrich Wilhelm II., verheiratet.
Zu seinen Enkelkindern gehörten unter anderem der Gutsherr Alexander von der Marwitz und der preußische Generalleutnant Friedrich August Ludwig von der Marwitz; sein Urenkel war der preußische General der Kavallerie Hugo Eberhard zu Münster-Meinhövel.

### Besitz

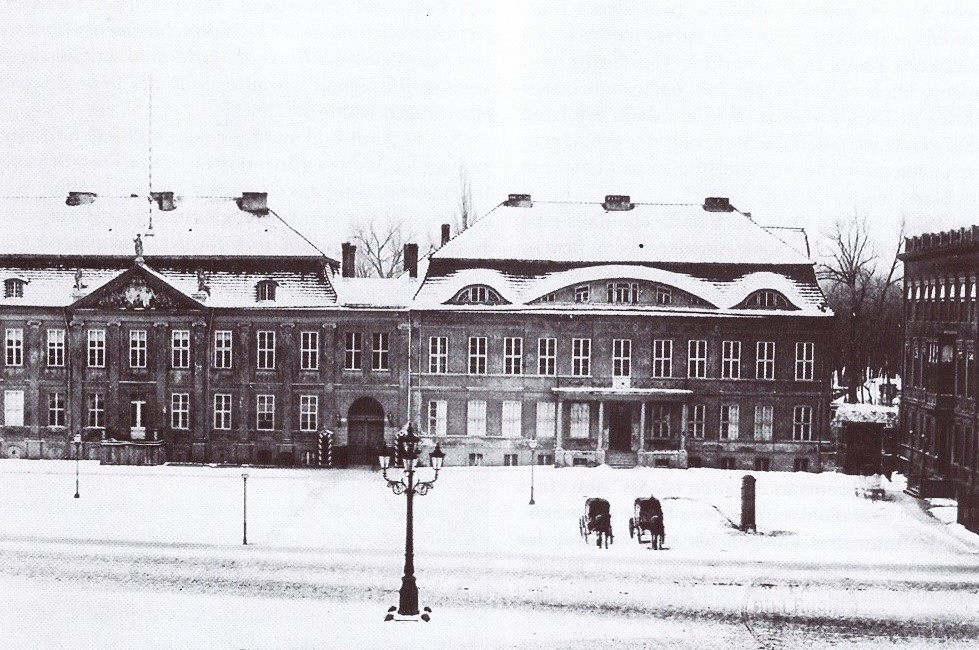
Palais Blücher (ehemaliges Palais Dorville) am Pariser Platz Nr. 2 (rechts)
Fotografie von F. Albert Schwartz, 1863

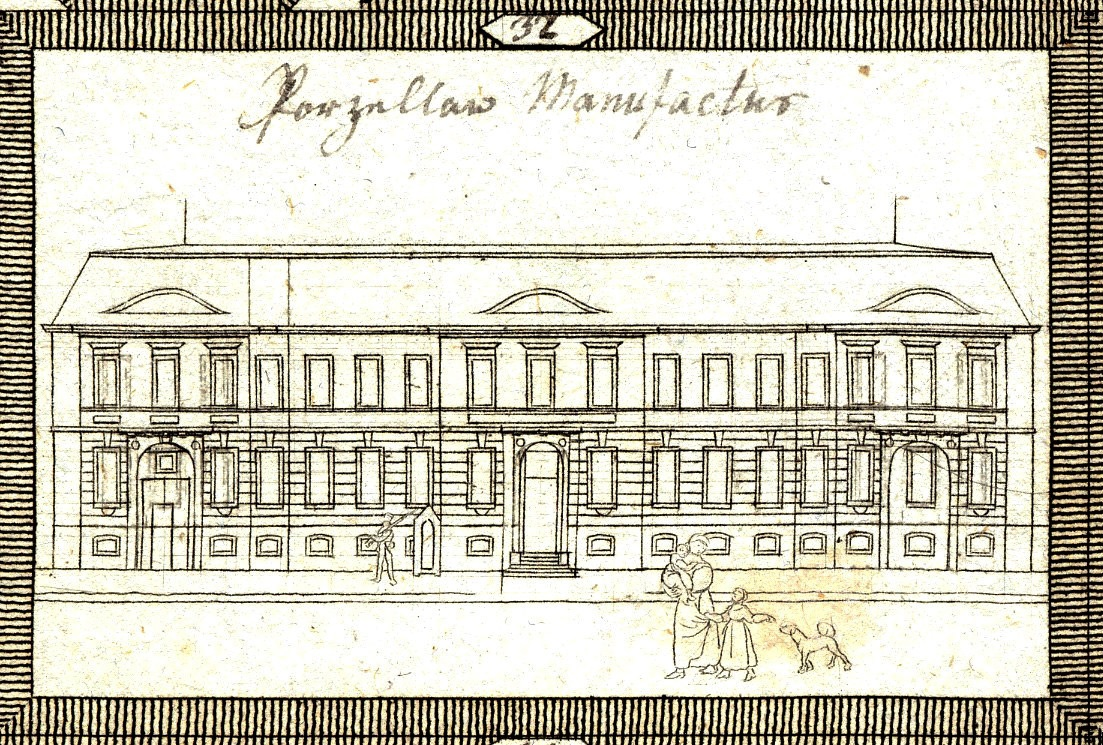
Porzellan Manufactur (ehemaliges Palais Dorville), Leipziger Straße 4
Lithographie von Gottfried Arnold Lehmann, 1820

Laut Berliner Adress-Kalendern wohnte Johann Ludwig von Dorville von 1735 bis 1763 in einem Haus Unter den Linden (Lage ist nicht mehr zu ermitteln), das seinem Vater gehörte und das er 1750 erbte.
Ab 1764 gehörte zu seinem Besitz ein Haus am Pariser Platz 2 in Berlin, das in der Südwestecke des Pariser Platzes (vormals Quarree) stand und ursprünglich als Dorville’sches Haus bekannt wurde. Es blieb bis 1803 im Besitz der Familie. Später gehörte es Generalfeldmarschall Gebhard Leberecht von Blücher, dessen Erben das alte Barockpalais abreißen und 1869 bis 1871 einen Neubau errichten ließen, den sie bis 1921 bewohnten. Nachdem das Haus 1931 komplett ausgebrannt war, kauften die USA das Haus, stellten 1938 das Gebäude wieder her und bezogen es 1939 als Botschaft der USA im Deutschen Reich; im Zweiten Weltkrieg wurde es weitgehend zerstört. 2008 wurde der Neubau der Botschaft der Vereinigten Staaten in Berlin an gleicher Stelle eingeweiht.
Es gab noch ein weiteres Haus in Berlin an der Leipziger Straße 4, das sein Vater 1740 erworben hatte und das 1759 verkauft wurde. Später war es Sitz der Königlichen Porzellan-Manufaktur Berlin, dann Sitzungsgebäude des Reichstags. 1904 musste es dem Neubau des Preußischen Herrenhauses weichen, der seit 2000 Sitz des Bundesrates ist.
Besitz hatte er ebenso seit 1755 in Mahlsdorf bei Golßen. Hinzu kamen Flächen bei Schloss Beuthen in Trebbin und mit dem Gut Kerzendorf eine weitere Begüterung im Landkreis Teltow. In der alten Kirche von Kerzendorf hat sich bis heute ein Sandsteinepitaph für Johann Ludovicus le Duchat de Dorville erhalten. Des Weiteren besaß er mit Wahlsdorf bei Dahme (Mark) ein kleines Gut im damaligen Kreis Luckenwalde.

### Werdegang
Zur schulischen Ausbildung von Johann Ludwig von Dorville liegen keine Erkenntnisse vor.
Er immatrikulierte sich am 16. Mai 1731 an der Universität Leipzig zu einem Studium der Rechtswissenschaften.
Nach der Beendigung seines Studiums wurde er am 26. Juli 1733 zum Kammergerichtsrat ernannt, bevor er 1734 seine Bestellung zum adjungierten Landrat des Luckenwaldeschen Kreises erhielt. Nach acht Jahren wurde er dann am 27. Februar 1742 zum Geheimrat und als Rat beim Französischen Oberdirektorium bestellt.
Am 28. November 1748 wurde er zum Geheimen Obertribunalrat befördert und folgte damit Philipp Joseph von Jariges, der Präsident des Kammergerichts wurde. Seit dem 10. November 1755 war er auch gleichzeitig Direktor des Französischen Obergerichtes, nachdem Philipp Joseph von Jariges zum Großkanzler ernannt worden war.
Seit dem 26. April 1763 war er zweiter Präsident des Kammergerichts, und nach dem Ausscheiden von Carl Ludolph von Danckelmann am 17. Juni 1764 war er sowohl Justizminister als auch erster Präsident des Kammergerichts; ihm folgte Christian Ludwig von Rebeur (1732–1809). Weitere Ämter übte er als Chef des geistlichen Departements in reformierten Kirchen- und Schulangelegenheiten, des reformierten Kirchendirektoriums, des Französischen Oberdirektoriums und des Konsistoriums sowie des Joachimsthalschen Schuldirektoriums.
Nach seinem Tod ging sein Amt als Justizminister an Wolfgang Ferdinand von Dörnberg.